# Здравко Здравков
Здравко Стојанов Здравков (буг. Здравко Стоянов Здравков; 4. октобар 1970) бивши је бугарски фудбалер и тренер. Играо је на позицији голмана.

## Каријера
Наступао је за фудбалске клубове у Бугарској и Турској. Освојио је две титуле првака у бугарској лиги и четири купа Бугарске.
За репрезентацију Бугарске, Здравков је бранио 70 пута. Дебитовао је 24. априла 1996. против Словачке у Трнави. Био је стартни голман своје земље на Европском првенству 1996, Светском првенству 1998. и Европском првенству 2004, наследивши чувеног Борислава Михајлова.
Здравков је учествовао у трећој сезони бугарске верзије ријалитија Сурвајвор, у Панами, али је евакуисан због озбиљних здравствених проблема. Ожењен је Иреном и имају три сина — Ивана, Јоана и Павла.

## Успеси
Левски Софија
- Прва лига Бугарске (2): 1992/93, 1994/95.
- Куп Бугарске (2): 1990/91, 1991/92.

Славија Софија
- Прва лига Бугарске: 1995/96.
- Куп Бугарске: 1995/96.

Литекс Ловеч
- Куп Бугарске: 2003/04.